# Yakuza 4
Yakuza 4, tytuł oryg. Ryū ga Gotoku 4: Densetsu o Tsugumono (w piśmie japońskim 龍が如く4 伝説を継ぐもの) – komputerowa gra akcji wyprodukowana i wydana przez japońskie studio Sega. Gra została wydana 18 marca 2010 roku na platformę PlayStation 3. Akcja gry rozgrywa się w dystrykcie Kamurocho. Głównym bohaterem gry jest Kazuma Kiryu.

## Wydanie i odbiór
Gra została wydana przez Segę 18 marca 2010 roku na platformę PlayStation 3. W pierwszym tygodniu po premierze gra została sprzedana w 384 tysiącach egzemplarzy w Japonii. Według wyników finansowych studia Sega z 2010 roku gra została sprzedana w 560 tysiącach egzemplarzy. 16 lutego 2011 roku została wydana wersja demonstracyjna gry.